# Halowe Mistrzostwa Europy w Łucznictwie 2017
16. Halowe Mistrzostwa Europy w Łucznictwie odbyły się w dniach 7 – 12 marca 2017 roku w Vittel we Francji.
Polski zdobyła po jednym medalu seniorek i juniorek. Zespół w składzie Karolina Farasiewicz, Natalia Leśniak i Wioleta Myszor został mistrzem Europy seniorek w łuku klasycznym. Najlepszą juniorką w łuku bloczkowym okazała się Mariya Shkolna.

## Reprezentacja Polski seniorów

### łuk klasyczny
- Karolina Farasiewicz
- Natalia Leśniak
- Wioleta Myszor

### łuk bloczkowy
- Michał Gomoliszek

## Reprezentacja Polski juniorów

### łuk klasyczny
- Oskar Kasprowski
- Andrzej Neścior
- Magdalena Śmiałkowska
- Marek Szafran
- Anna Tobolewska
- Sylwia Zyzańska

### łuk bloczkowy
- Mariya Shkolna
- Filip Szeląg

## Medaliści

### Seniorzy

#### Strzelanie z łuku klasycznego
| Konkurencja:           | Złoto:                                                            | Srebro:                                                              | Brąz:                                                                |
| indywidualnie kobiet   | Weronika Marczenko                                                | Jewgienija Timofiejewa                                               | Angéline Cohendet                                                    |
| indywidualnie mężczyzn | David Pasqualucci                                                 | Dan Olaru                                                            | Jean-Charles Valladont                                               |
| drużynowo kobiet       | Polska · Karolina Farasiewicz · Natalia Leśniak · Wioleta Myszor  | Francja · Audrey Adiceom · Tiffanie Banckaert · Angéline Cohendet    | Ukraina · Weronika Marczenko · Anastasia Pawłowa · Lidia Siczenikowa |
| drużynowo mężczyzn     | Włochy · Marco Galiazzo · Massimiliano Mandia · David Pasqualucci | Francja · Florent Mulot · Olivier Tavernier · Jean-Charles Valladont | Rosja · Gałsan Bazarżapow · Artiom Majnenko · Bair Cybekdorżejew     |

#### Strzelanie z łuku bloczkowego
| Konkurencja:           | Złoto:                                                     | Srebro:                                                     | Brąz:                                                                |
| indywidualnie kobiet   | Aleksandra Sawenkowa                                       | Sarah Prieels                                               | Marcella Tonioli                                                     |
| indywidualnie mężczyzn | Jacopo Polidori                                            | Mike Schloesser                                             | Stephan Hansen                                                       |
| drużynowo kobiet       | Dania · Erika Anear · Tanja Jensen · Sarah Sönnichsen      | Włochy · Irene Franchini · Laura Longo · Marcella Tonioli   | Rosja · Aleksandra Sawenkowa · Maria Winogradowa · Natalia Awdiejewa |
| drużynowo mężczyzn     | Włochy · Michele Nencioni · Sergio Pagni · Jacopo Polidori | Holandia · Mike Schloesser · Peter Elzinga · Pim van de Ven | Rosja · Anton Bulajew · Aleksandr Dambajew · Wiktor Kałasznikow      |

### Juniorzy

#### Strzelanie z łuku klasycznego
| Konkurencja:           | Złoto:                                                      | Srebro:                                                               | Brąz:                                                                       |
| indywidualnie kobiet   | Tatiana Andreoli                                            | Bryony Pitman                                                         | Wiktoria Charitonowa                                                        |
| indywidualnie mężczyzn | Erdal Meric Dal                                             | Thomas Chirault                                                       | Thomas Koenig                                                               |
| drużynowo kobiet       | Włochy · Tanya Giaccheri · Tatiana Andreoli · Vanessa Landi | Rosja · Tuyana Budażapowa · Tatiana Płotnikowa · Wiktoria Charitonowa | Wielka Brytania · Elizabeth Warner · Alyssia Tromans-Ansell · Bryony Pitman |
| drużynowo mężczyzn     | Francja · Thomas Koenig · Thomas Chirault · Valentin Ripaux | Ukraina · Anton Komar · Mykyta Krawczuk · Serhij Rozkidnij            | Rosja · Erdem Cydypow · Bułat Dugarow · Stanisław Czeremiskin               |

#### Strzelanie z łuku bloczkowego
| Konkurencja:           | Złoto:                                                   | Srebro:                                                               | Brąz:                                                     |
| indywidualnie kobiet   | Mariya Shkolna                                           | Bairma Aiurzanajewa                                                   | Layla Annison                                             |
| indywidualnie mężczyzn | Nico Wiener                                              | Girard Nicolas                                                        | Goksel Altintas                                           |
| drużynowo kobiet       | Estonia · Lisell Jaatma · Emily Hoim · Meeri-Marita Paas | Rosja · Elizaweta Korolewa · Elizaweta Kniazewa · Bairma Aiurzanajewa | Włochy · Elisa Roner · Camilla Alberti · Erica Benzini    |
| drużynowo mężczyzn     | Dania · Christoffer Berg · Simon Olsen · Sune Rasmussen  | Włochy · Jesse Sut · Manuel Festi · Viviano Mior                      | Rosja · Dmitrij Stepanow · Jewgienij Sokol · Roman Efimow |

## Klasyfikacja medalowa

### Seniorzy
| Lp. | Państwo  | Złoto | Srebro | Brąz | Razem |
| 1.  | Włochy   | 4     | 1      | 1    | 6     |
| 2.  | Rosja    | 1     | 1      | 3    | 5     |
| 3.  | Dania    | 1     | 0      | 1    | 2     |
| 3.  | Ukraina  | 1     | 0      | 1    | 2     |
| 5.  | Polska   | 1     | 0      | 0    | 1     |
| 6.  | Francja  | 0     | 2      | 2    | 4     |
| 7.  | Holandia | 0     | 2      | 0    | 2     |
| 8.  | Belgia   | 0     | 1      | 0    | 1     |
| 8.  | Mołdawia | 0     | 1      | 0    | 1     |

### Juniorzy
| Lp. | Państwo         | Złoto | Srebro | Brąz | Razem |
| 1.  | Włochy          | 2     | 1      | 1    | 4     |
| 2.  | Francja         | 1     | 2      | 1    | 4     |
| 3.  | Turcja          | 1     | 0      | 1    | 2     |
| 4.  | Austria         | 1     | 0      | 0    | 1     |
| 4.  | Dania           | 1     | 0      | 0    | 1     |
| 4.  | Estonia         | 1     | 0      | 0    | 1     |
| 4.  | Polska          | 1     | 0      | 0    | 1     |
| 8.  | Rosja           | 0     | 3      | 3    | 6     |
| 9.  | Wielka Brytania | 0     | 1      | 2    | 3     |
| 10. | Ukraina         | 0     | 1      | 0    | 1     |